# Felis lybica ornata
Felis lybica ornata este o subspecie de pisică sălbatică africană care se găsește de la estul Mării Caspice către nord până în Kazakhstan, în vestul Indiei, vestul Chinei și sudul Mongoliei. 
Nu există informații despre starea actuală sau efectivul populației de-a lungul arealului subspeciei per ansamblu, dar se presupune că populațiile sunt în declin.

## Taxonomie

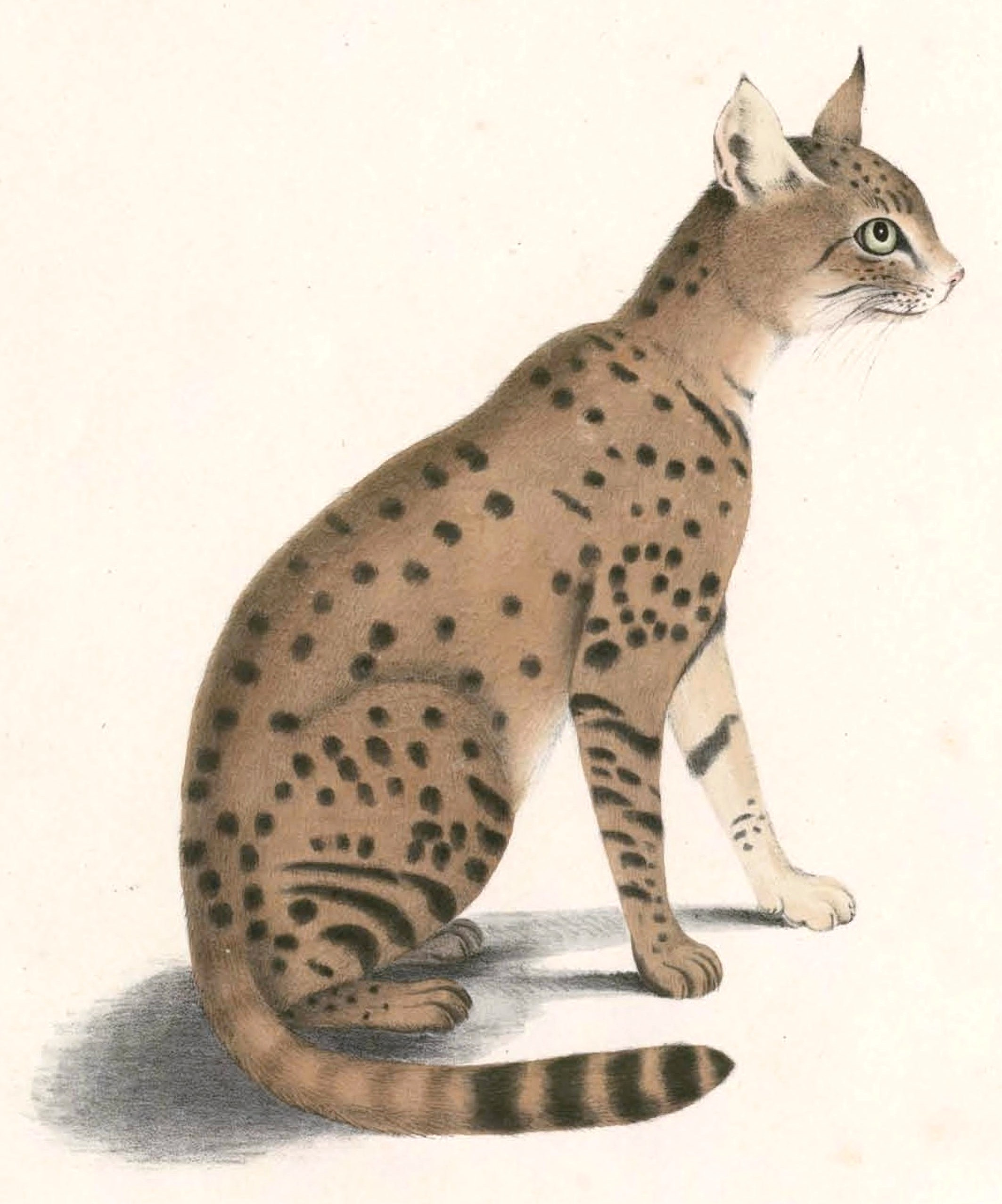
Ilustrație a unei pisici sălbatice indiene din colecția lui Thomas Hardwicke

Felis ornata era denumirea științifică folosită de John Edward Gray la începutul anilor 1830 ca legendă la o ilustrație a unei pisici sălbatice indiene din colecția lui Thomas Hardwicke⁠(en)[traduceți]. În ani subsecvenți, mai mulți naturaliști au descris specimene zoologice⁠(en)[traduceți] de pisici sălbatice pestrițe din țări asiatice ale arealului și au propus denumiri, incluzând următoarele:
- Chaus caudatus de Gray în 1874 era o piele și un craniu din Regiunea Bukhara⁠(en)[traduceți] din Uzbekistan.[6]
- Felis shawiana de William Thomas Blanford⁠(en)[traduceți] în 1876 era o piele de pisică sălbatică palidă din Yarkand⁠(en)[traduceți] din Xinjiang, vestul Chinei.[7]
- Felis (Felis) kozlovi de Konstantin Satunin⁠(en)[traduceți] în 1904 era o piele de pisică sălbatică de la o oază din Depresiunea Turfan din vestul Chinei.[8]
- Felis (Felis) murgabensis și Felis (Felis) matschiei de Ludwig Zukowsky⁠(de)[traduceți] în 1914 erau piei și cranii de pisici sălbatice de la Râul Marghab⁠(en)[traduceți] din Afganistan și respectiv din Gökdepe⁠(en)[traduceți] din Turkmenistan.[9]
- Felis ornata nesterovi de Alexei Birulya în 1916 era o piele de pisică sălbatică femelă din Mesopotamia Inferioară⁠(en)[traduceți].[10]
- Felis ornata issikulensis de Sergey Ognev⁠(en)[traduceți] în 1930 era o piele și un craniu ale unei pisici sălbatice mascule de pe țărmul sud-vestic al Lacului Issîk-Kul din Kârgâzstan.[11]

În anii 1940, Reginald Innes Pocock⁠(en)[traduceți] a revizuit colecția de piei și cranii de pisici sălbatice din Muzeul de Istorie Naturală din Londra și a subordonat toate specimenele de pisici sălbatice pestrițe speciei Felis lybica, argumentând că mărimea craniilor și dinților nu diferă de cele din țările africane ale arealului.

## Caracteristici
Blana pisicii sălbatice africane din subspecia F. l. ornata este de culoare nisipie deschisă cu mici pete rotunjite pe partea de sus a corpului. Aceste pete sunt solide și clar definite și nu se găsesc în roiuri. Petele de pe piept și abdomen sunt mult mai mari și mult mai încețoșate decât pe spate și de obicei nu formează rânduri sau dungi transversale pe trunchi. Culorile și modelele lor variază mult. Perii de-a lungul spinării sunt de obicei mai închiși la culoare, formând o bandă de culoare cenușie închis, maronie sau ocru. Buzele superioare și pleoapele sunt de culoare glabenă-albă deschisă palidă. Regiunea facială este de o intensă culoare cenușie, în timp ce partea de sus a capului este acoperită cu o blană cenușie închis. La unii indivizi, fruntea este acoperită cu roiuri dense de pete brune. O dungă brun închis, îngustă, se extinde de la colțul ochiului până la baza urechii. Partea inferioară a gâtului, partea din față a gâtului, gâtul și regiunea dintre picioarele din față sunt lipsite de pete sau numai cu pete nedeslușite. Coapsele sunt dungate distinct. Partea inferioară este albicioasă, cu o tentă cenușie deschis, smântânie sau galbenă palidă. Coada este în cea mai mare parte de aceeași culoare cu spatele, cu adăugirea unei dungi înguste și închise la culoare de-a lungul celor două treimi superioare ale cozii; pare a fi subțire, căci perii sunt scurți și strânși pe corp. Vârful cozii este negru, cu două până la cinci inele transversale deasupra lui.
F. l. ornata are o coadă lungă, ce se îngustează dinspre bază, mereu cu un scurt vârf negru și cu pete la bază. Fruntea are un model de patru benzi negre bine dezvoltate. Din vârful fiecărei urechi crește un ciuf de păr mic, dar pronunțat, lung de până la 1 cm. Forme mai palide de F. l. ornata trăiesc în zone mai uscate, iar formele mai închise la culoare și mult mai pestrițe și dungate se găsesc în zone mai umede și mai împădurite. Partea din față a gâtului și suprafețele ventrale sunt de la albicioase până la cenușii deschis până la crem, adesea cu pete albe distincte pe partea din față a gâtului, pe piept și pe burtă. De-a lungul arealului său, blana subspeciei F. l. ornata este de obicei scurtă, dar lungimea blănii poate varia în funcție de vârsta animalului și anotimp. Comparativ cu pisica domestică, pisicile sălbatice africane din subspecia F. l. ornata au picioare relativ mai lungi. Masculii sunt în general mai grei decât femelele.
În Pakistan și India, pisicile sălbatice au blănuri galbene nisipii palide, marcate cu pete mici care tind să stea în linii verticale în josul trunchiului și flancurilor.
Pisicile sălbatice din Asia Centrală au o culoare de fundal mai galbenă-cenușie sau roșiatică, marcată distinctiv cu mici pete negre sau roșii-brune. Petele sunt uneori contopite în dungi, mai ales în regiunile central-asiatice la est de Munții Tian-Șan.
F. l. ornata cântărește în jur de 3–4 kg.

## Răspândire și habitat
Caucazul este zona tranzițională dintre pisica sălbatică europeană de la nord și vest și F. l. ornata de la sud și est. În această regiune, pisica sălbatică europeană este prezentă în păduri montane, iar F. l. ornata este prezentă în zone deșertice și semideșertice situate jos ce se învecinează cu Marea Caspică. De obicei se găsește în imediată proximitate cu surse de apă, dar este în stare să trăiască pe durata întregului an în deșert lipsit de apă. Se găsește la altitudini de până la 2.000–3.000 m în zone montane cu suficientă vegetație deasă. Adâncimea zăpezii limitează iarna granițele nordice ale arealului său.
În Iran, F. l. ornata a fost înregistrată pe câmpii aride, în păduri luxuriante, zone costale și munți, dar nu la altitudini extrem de ridicate și deșerturi.
În Afganistan, F. l. ornata a fost înregistrată înainte de 1973 în munții Hazarajat⁠(en)[traduceți] centrali și regiunea de stepă, în apropiere de Trecătoarea Shibar⁠(en)[traduceți] și Herat, și în Provincia Bamyan.
În India, F. l. ornata populează Deșertul Thar și este asociată cu deșertul arbustiv⁠(en)[traduceți]. În 1999, încă era raportată drept comună în districtele din Rajasthan Bikaner⁠(en)[traduceți], Barmer⁠(en)[traduceți], Jaisalmer⁠(en)[traduceți], Pali⁠(en)[traduceți] și Nagaur⁠(en)[traduceți]. Au fost raportate numai patru observații din Deșertul Thar între 1999 și 2006. A fost înregistrată în păduri din Nauradehi Wildlife Sanctuary⁠(en)[traduceți], Madhya Pradesh și Mirzapur⁠(en)[traduceți].
În Pakistan era știută din regiuni aride din Provincia Sindh.
În anii 1990, pisicile sălbatice erau raportate drept comune și populațiile stabile în zonele joase din Kazahstan. În Azerbaidjan a fost consemnată o pierdere pronunțată de areal.
Pe teritoriul Chinei, F. l. ornata este răspândită în Xinjiang, Qinghai, Gansu, Ningxia, Shaanxi și Mongolia Interioară. Consemnările din nordul Tibetului, precum și Sichuan, sunt îndoielnice. Înainte de 1950, era cea mai abundentă pisică din Xinjiang ce viețuia de-a lungul tuturor sistemelor majore de bazine hidrografice și în deșertul Taklamakan, dar ulterior s-a restrâns la doar trei regiuni din Xinjiangul de sud, și anume Prefectura Autonomă Mongolă Bayingolin⁠(en)[traduceți], Aksu⁠(en)[traduceți] și Hotan⁠(en)[traduceți]. Este în declin rapid în habitatul său natural în regiunea deșertică a Chinei din Xinjiang în principal din cauza vânătorii excesive pentru comerțul cu blană urmate de micșorarea habitatului său din cauza cultivării, exploatarea petrolului și gazelor și uzul excesiv de pesticide.

## Ecologie și comportament
F. l. ornata este observată frecvent ziua. Folosește frecvent crevase de stânci sau galerii săpate de alte animale.

### Vânare și dietă
În Turkmenistan, F. l. ornata se hrănește cu gerbili mari⁠(en)[traduceți], Meriones libycus, Microtus afghanus, popândăi cu degete subțiri⁠(en)[traduceți], iepuri tolai, păsări mici precum ciocârlii, șopârle, coleoptere și insecte din grupul Acridomorpha. În apropierea Rezervației de Stat a Biosferei Repetek⁠(en)[traduceți], pisica sălbatică este responsabilă pentru distrugerea a peste 50 % din cuiburile făcute de mugurari de deșert⁠(en)[traduceți], Scotocerca inquieta⁠(en)[traduceți], măcălendri roșcați și columbide din genul Streptopelia. În stepele orașului Karși din Uzbekistan, prada pisicii sălbatice, în ordine descrescătoare a preferinței, include gerbili mari, Meriones lybicus, jerboa, alte rozătoare și paseriforme, reptile și insecte. Pisicile sălbatice din Kîzîlkumul de est au preferințe similare în privința prăzii, cu adăugirea iepurilor tolai, Meriones meridianus, Scarturus elater⁠(en)[traduceți] și șopârlelor din genul Trapelus⁠(en)[traduceți]. În Kârgâzstan, prada primară a pisicii sălbatice variază de la iepuri tolai în apropierea lacului Issîk-Kul, fazani în văile râurilor Chu⁠(en)[traduceți] și Talas⁠(en)[traduceți], și rozătoare de tip șoarece și potârnichi cenușii în piemonturi. În partea de jos a Râului Ili din Kazahstan, pisica sălbatică ochește în principal rozătoare, bizami și Meriones tamariscinus⁠(en)[traduceți]. Ocazional sunt prezente și rămășițe de căprioară europeană tânără și mistreț sălbatic în fecalele sale. După rozătoare, păsările urmează în importanță, alături de reptile, pești, insecte, ouă, tulpini de iarbă și nuci (care probabil intră în stomacul pisicii prin intermediul gușilor⁠(en)[traduceți] fazanilor).
În habitatul arbustiv din vestul Rajasthanului, trăiesc în mare parte gerbili de deșert, dar vânează și iepuri propriu-ziși, șobolani, columbide, potârnichi cenușii, găinușe de pustiu, păuni, păsări cu păr⁠(en)[traduceți], și paseride și mănâncă ouă de păsări de pământ. Au fost de asemenea observate ucigând cobre, vipere din genul Echis, șerpi din familia Erycinae⁠(en)[traduceți], șopârle gecko⁠(en)[traduceți], scorpioni și coleoptere.
Rezultatele analizării alimentelor cu care se hrănesc aceste pisici sălbatice în Bazinul Tarim au dezvăluit că prada lor primară era Lepus yarkandensis, urmată de Meriones meridianus, Euchoreutes naso⁠(en)[traduceți], păsări de curte și păsări mici, pești, Cardiocranius paradoxus⁠(en)[traduceți], șopârle agamide și șopârla de câmp.

### Paraziți și infestații
Pisica sălbatică este foarte parazitată de viermi paraziți. Unele pisici sălbatice din Georgia poartă speciile de viermi paraziți Hydatigera taeniaeformis⁠(en)[traduceți], Diphyllobothrium⁠(en)[traduceți] mansoni, Toxocara⁠(en)[traduceți] mystax, Capillaria⁠(en)[traduceți] feliscati și Ancylostoma caninum⁠(en)[traduceți]. Pisicile sălbatice din Azerbaidjan poartă Hydatigera krepkogorski și Toxocara mystax. În Transcaucazia, majoritatea pisicilor sălbatice este infestată cu căpușa Ixodes ricinus. În unele veri, pisicile sălbatice sunt infestate cu purici din genul Ceratophyllus⁠(en)[traduceți], pe care probabil îi contactează de la șobolani cenușii.

## Amenințări
Femelele de F. l. ornata se împerechează destul de des cu masculi de pisică domestică, iar în apropierea satelor unde trăiesc femele sălbatice se găsesc frecvent progenituri hibride.
Specia F. l. ornata a fost vânată la nivel larg în Afganistan; în 1977 peste 1200 de blănuri cu care s-au confecționat diferite articole au fost expuse în bazaruri din Kabul.

## Conservare
Specia F. l. ornata este inclusă în Anexa II a CITES. Este protejată în Turkmenistan, Kârgâzstan, Tadjikistan, Mongolia, China și Rusia. În Afganistan a fost inclusă în 2009 în prima Listă a Speciilor Protejate a țării, ceea ce a interzis toată vânătoarea și tot comerțul pe teritoriul țării, și este propusă ca specie prioritară pentru studiu ulterior.